# DQ (співак)

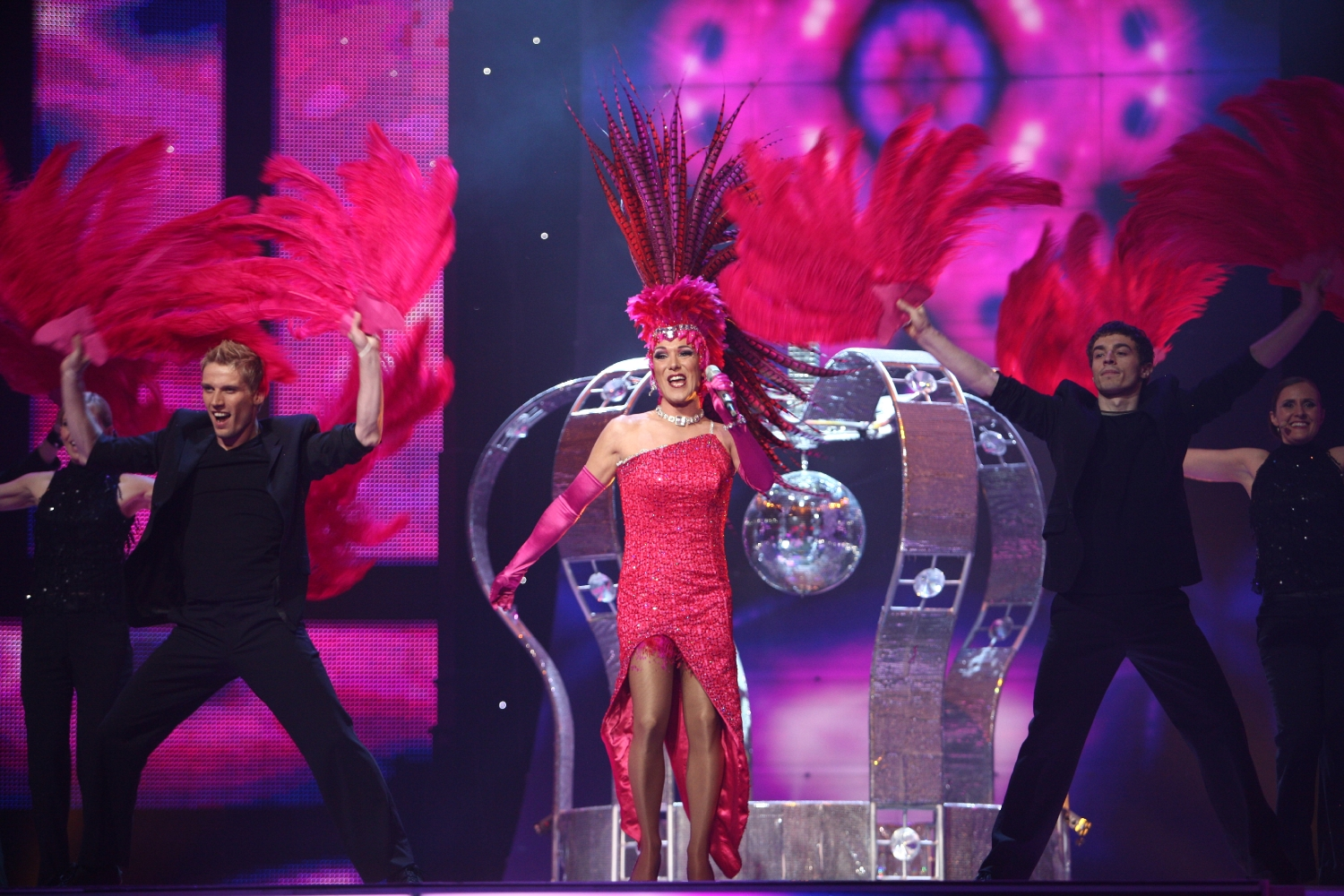
DQ (співак)

DQ (Drama Queen, справжнє ім'я Питер Андерсен, нар. 1973) — данський співак та драг-квін. Відомий своєю участю на Євробаченні 2007 року (як представник Данії), де він виконав пісню «Drama Queen». Його участь в конкурсі було неоднозначно сприйнято громадськістю. У результаті його пісня зайняла 19-е місце (з 28-ми можливих) у півфіналі, з результатом 45 балів, що не дозволило Данії пройти у фінал (всього вдруге в історії конкурсу).

## Дискографія
- MissTerious (1998)
- DQ (2007)